# تلکی (روستا)
تِلِکی (به مجاری:  Teleki) یک منطقهٔ مسکونی در مجارستان است که در ناحیه شیوفوک واقع شده‌است. تلکی ۸٫۰۵ کیلومتر مربع مساحت و ۲۱۰ نفر جمعیت دارد.